# Seweryn
Seweryn – imię męskie pochodzenia łacińskiego. Severus oznacza „surowy, srogi, poważny”. Wśród imion nadawanych nowo narodzonym dzieciom, Seweryn w 2017 r. zajmował 106. miejsce w grupie imion męskich.
Seweryn imieniny obchodzi 8 stycznia, 8 czerwca, 2 września, 24 września, 23 października, 1 listopada i 19 listopada, 30 grudnia. W pojawiającą się w wielu kalendarzach datę 8 listopada w rzeczywistości nie przypada wspomnienie żadnego świętego o imieniu Seweryn (daty imienin ustalano według wspomnień świętych), lecz św. Sewera z Cagliari.
Żeński odpowiednik: Seweryna.

## Znani imiennicy
- św. Seweryn (ur. ok. 410, zm. 8 stycznia 482)
- Seweryn Bączalski (zm. po 21 czerwca 1631) – polski poeta, publicysta polityczny, ziemianin, pisał okolicznościowe utwory polityczne powstałe pod wpływem zagrożenia wojną domową w XVII-wiecznej Rzeczypospolitej
- Seweryn Bieszczad – malarz
- Seweryn Blumsztajn – dziennikarz, działacz opozycji antykomunistycznej
- Severin Freund – niemiecki skoczek narciarski
- Seweryn Gancarczyk – piłkarz
- Seweryn Goszczyński – pisarz, poeta
- Seweryn Krajewski – kompozytor, piosenkarz
- Seweryn Nowicki – polski reżyser dubbingowy, pionier sztuki dubbingu w Polsce
- Seweryn Pieniężny – redaktor naczelny i wydawca Gazety Olsztyńskiej, syn ziemi warmińskiej
- Seweryn Rzewuski – hetman polny koronny
- Seweryn Uruski – marszałek szlachty guberni warszawskiej, prezes Heroldii Królestwa Polskiego
- Seweryn Wyczałkowski – ksiądz
- Søren Gade (ur. 1963) – duński polityk
- Søren Kierkegaard (1813–55) – duński filozof, poeta romantyczny
- Søren Lerby (ur. 1958) – duński piłkarz
- Søren Sørensen (1868-1939) – duński biochemik i fizykochemik
- Sören Wibe (ur. 1946) – polityk szwedzki

## Postacie fikcyjne
- Seweryn Baryka – ojciec głównego bohatera Cezarego Baryki w powieści Stefana Żeromskiego Przedwiośnie
- Severus Snape – nauczyciel eliksirów i obrony przed czarną magią w Hogwarcie, opiekun domu Slytherin w serii Harry Potter autorki J.K. Rowling
- Soren, postać z filmu Matrix Reaktywacja (2003)
- Soren, mag z gry wideo Fire Emblem: Path of Radiance (2005)
- Soren Lorensen, postać z książek Lauren Child Charlie and Lola
- Sorin Markov, postać w Magic: The Gathering

## Osoby o nazwisku Seweryn
- Andrzej Seweryn
- Karina Seweryn
- Marek Seweryn
- Maria Seweryn
- Wojciech Seweryn
- Zbigniew Seweryn